# Енкаустика
Енкаустика (от старогръцки ἐγκαυστική – буквално непреводимо, от глагол със значение горя, горещ) е рядък и специфичен вид живописна техника. Основният пластификатор на боите при енкаустиката е восъкът, поради което често техниката е наричана и „восъчна живопис“. Боите за техниката всъщност представляват пигмент, разтворен във восък. Техниката е особено трудна, тъй като обикновено се работи в затворено помещение, различните цветове на боите непрекъснато се подгряват до температура над точката на топене на восъка, същото се отнася и за основата. В същото време трябва да се живописва изключително бързо, тъй като енкаустиката не предполага корекции като ретуш – първият живописен слой остава и последен.
В миналото тайната на енкаустиката се пази като семейна традиция, приписват и се редица мистични елементи – като например танци на девойки на лунна светлина около съда, в който се топи восъкът, добавяне на билки и т.н. Всъщност основният технологичен проблем е свързан именно с повишаването на точката на топене на восъка, който може да бъде решен с добавянето към него на някои природни смоли – мастична, дамарена. Добавянето на 20 грама за килограм восък, предварително разтворена в спирт мастичена смола, гарантира удобство при живописването и устойчивост на полученото изображение откъм външни влияния – температура, влага, механични повреди.
От естетична гледна точка основно достойнство на този вид техника е прозрачността на живописния слой, под който прозира цветът на основата (на светлината). Технологично предимство е дълговечността на изображенията, всъщност те могат да бъдат повредени, освен механично, единствено и само ако бъдат изложени на висока температура.
Поради сложността си, както и заради навлизането на нови и по-лесни за употреба технологии, след античния период (когато енкаустиката преживява своя разцвет), тази живописна техника бива изместена от фреската (при стенописите) и маслото (при кавалетната живопис). В християнската иконопис към 6 век е почти напълно изместена от температа.
Едни от най-характерните запазени образци на изображения, изпълнени с тази техника, са фаюмските портрети от елинистичния период на Древния Египет.

## Галерия
- Портрет на млад египтянин, втора половина I век н.е., Художествен музей Уолтърс
- Христос Пантократор Синайски манастир
- Мъченик и мъченица (VI—VII век)
- Свети Сергей и Вакх (VI—VII век)
- Апостол Петър (икона от Синайски манастир) (VI век)
- Йоан Кръстител, Киев